# Made in Heaven (canción)
"Made In Heaven" (Hecho en el Cielo) es el segundo tema del álbum de Freddie Mercury, Mr. Bad Guy. En 1995 la canción fue retocada acorde al ritmo de Queen para el álbum que llevaría el nombre de esta canción llamado Made In Heaven. Fue el segundo sencillo del primer álbum de Freddie Mercury y su lado B fue "She Blows Hot And Cold" (incluido en The Singles 1973 - 1985).
Fueron hechas 2 versiones de esta canción en 1985, una que fue la Video Version que tiene una carga más en la batería y es un poco diferente a la del álbum.

## Influencia
En Stone Ocean, la sexta parte del manga japonés JoJo's Bizarre Adventure, el stand evolucionado perteneciente a Enrico Pucci se llama Made in Heaven, en alusión a la canción homónima.